# Сражение у деревни Чжанцзявань
Сражение у деревни Чжанцзявань (фр. Bataille de Zhangjiawan) — одно из последних сражений во время Второй Опиумной войны.

## Предыстория
В ходе Второй Опиумной войны Великобритания и Франция решили в 1860 году высадить совместный экспедиционный корпус в устье реки Хайхэ и вдоль неё дойти до Пекина, а затем вынудить правительство Цинской империи  принять условия мира.
Взяв 21-22 августа форты Дагу, прикрывавшие вход в реку Хайхэ, союзные войска заняли Тяньцзинь. Прождав до 7 сентября и поняв, что китайские представители не намерены нормально вести переговоры, а лишь тянут время, союзники решили выступить к Тунчжоу и вступить в переговоры с китайскими представителями там. 13 сентября союзная армия достигла деревни Хэсиу. До 15 сентября шло сосредоточение войск, тем временем возобновились дипломатические переговоры. Пока шли переговоры, командовавший цинскими войсками монгольский князь Сэнгэринчи сосредотачивал армию у Тунчжоу, рассчитывая одним ударом уничтожить слабые англо-французские силы. Переговоры должны были дать цинской стороне время для подтягивания маньчжурской конницы, которая была основной ударной силой.
17 сентября англо-французские войска достигли деревни Мадао в десятке километров от Тунчжоу. Утром 18 сентября они должны были подойти к Тунчжоу ещё ближе, и расположиться на биваках, для выбора которых ещё накануне были высланы офицеры. Эти офицеры, выехав на рассвете из Тунчжоу для встречи своих войск, обнаружили южнее деревни Чжанцзявань китайские войска, расположившиеся в боевом порядке.

## Расположение войск
Дорога, ведущая от Мадао к Тунчжоу, сначала следовала вдоль реки Бэйюньхэ, а затем, после её поворота, отходила от неё и проходила через деревню Чжанцзявань. Севернее Чжанцзяваня находился канал, южнее стыка канала с Бэйюньхэ находилась деревушка Люцан, а севернее — деревушка Леост.
Китайские войска, силами от 20 до 30 тысяч человек, занимали подковообразную позицию, длиной 7 км. Левый фланг маньчжурской конницы упирался в Байюньхэ и деревню Люцан, занятую китайской пехотой, правый находился на равнине. Остальная часть китайской пехоты находилась в деревнях Леост и Гуацунь (тоже на южном берегу канала). К югу от деревни Леост стояли 84 орудия в 7 батареях, ещё одна батарея из 18 орудий располагалась на возвышенности позади конницы, возле деревни Гуацунь. Согласно плану Сэнгэринчи, основную роль в сражении должна была сыграть конница.
Англо-французские войска выступили из Мадао в 6 утра. После двух часов марша шедшие во главе колонны английские войска заметили перед собой конную сторожевую цепь. Получив от вернувшихся парламентёров сведения о том, что китайцы устроили засаду, генерал Кузен-Монтабан предложил немедленно атаковать их и занять Тунчжоу, однако генерал Хоуп решил дождаться остальных парламентёров. Английские войска расположились у дороги в деревню Гуацунь против центра китайских войск, французские встали в трёх километрах правее, фронтом к деревне Люцан.
В 10 часов утра по движению китайских войск стало ясно, что они планируют окружить союзные войска, потом поступила информация, что китайцы стреляли в парламентёров и даже схватили некоторых из них. Главнокомандующие союзными силами решили атаковать неприятеля. Замысел боя заключался в атаке флангов китайской позиции.

## Ход сражения
Английская кавалерия под прикрытием артиллерийского огня двинулась в обход правого фланга неприятеля, и столкнулась с маньчжурской конницей, которая в свою очередь пыталась обойти левый фланг англичан. От внезапного натиска противника маньчжурская конница пришла в замешательство и ускакала с поля сражения. Однако обходивший противника отряд генерала Митчелла сам оказался отрезан маньчжурской пехотой. Чтобы его выручить, 15-й Пенджабский полк атаковал батарею у деревни Гуацунь и сумел захватить несколько орудий, которые перед этим обстреливали отряд Митчелла. Продолжая преследования, 15-й Пенджабский полк двинулся через деревню Чжанцзявань, а отряд Митчелла — в обход деревни с юга.
Французская кавалерия, обойдя справа деревню Люцан, атаковала пехоту, стоявшую между деревней и каналом. За кавалерией в атаку пошла пехота и взяла деревню Люцан. Французская артиллерия открыла огонь по деревне Леост, а тем временем французский стрелковый батальон скрытно приблизился к деревне и внезапно атаковал китайскую артиллерию. Так как французские войска уже находились в китайском тылу, в деревне Люцан, то прислуга бежала, бросив орудия. После этого французские пехотинцы выбили маньчжурскую пехоту из деревни Леост, куда тут же переместилась французская артиллерия. Одновременно с этим кавалерия атаковала левый фланг китайской армии, обратив её в бегство. Китайско-маньчжурские войска устремились к деревне Гуацунь, возле которой находилась ближайшая переправа через канал.
Возле деревни Гуацунь китайцы попытались остановить наступление противника, открыв огонь из стоявших там 60 орудий, однако появление на их правом фланге английских войск заставило цинские войска оставить последний опорный пункт. Маньчжурская кавалерия, обошедшая во время боя левый фланг англичан, попыталась разграбить обоз, однако была отбита оставленным при обозе арьергардом.

## Результаты
Пехота считалась слабейшей и худшей частью цинской армии, поэтому Сэнгэринчи не считал дело проигранным. Маньчжурская кавалерия была сконцентрирована к западу от Тунчжоу, готовясь дать решающее сражение. Для окончательного разгрома китайско-маньчжурских войск союзным силам понадобился ещё один бой — Сражение у моста Балицяо.